# Augustus Mongredien
Augustus Mongredien (Londra, 17 marzo 1807 – Londra, 30 marzo 1888) è stato uno scacchista e scrittore inglese.
Nacque a Londra da genitori francesi che emigrarono in Inghilterra nel 1802 per motivi politici. Dopo aver avviato un'attività commerciale, si allontanò gradualmente dagli affari per interessarsi di politica. Nel 1831 si iscrisse al partito National Political Union e in seguito divenne membro del Cobden Club, un'organizzazione che si batteva per leggi più libertarie in ambito commerciale. Nel 1839 fu eletto presidente del London Chess Club, carica che mantenne per trent'anni. Fu anche presidente del circolo scacchistico di Liverpool, città in cui fu per alcuni anni residente. Nel 1872 ricevette una congrua pensione e si ritirò dalla vita pubblica per scrivere libri di economia, politica, e botanica.
Nel 1845 durante un viaggio in Germania si batté a Berlino con diversi giocatori tedeschi. Vinse contro Wilhelm Hanstein (+3 =2 -1), pareggiò contro Karl Mayet (+3 -3) e perse contro Ludwig Bledow (-7 +4 =1).
Nel 1859, in occasione del tour europeo di Paul Morphy, fu tra gli scacchisti che si batterono con lui a Parigi. Dopo aver pattato la prima partita, il divario di forze si rese evidente in quanto perse tutte le altre sette, terminando il match a 0,5/7,5. Nello stesso anno si batté anche con Daniel Harrwitz, perdendo nettamente (+0 =1 -7).
Nel 1862 fu uno degli organizzatori del London Chess Congress (il torneo più forte disputato in Inghilterra dopo quello di Londra 1851), al quale partecipò anche come giocatore.  Terminò 11º su 14 partecipanti, con 3 punti sui 13 possibili. Il torneo fu vinto da Adolf Anderssen davanti a Louis Paulsen e John Owen. Fu il primo torneo internazionale a cui partecipò il futuro campione del mondo Wilhelm Steinitz, che si classificò sesto, dietro all'italiano Serafino Dubois. Nel 1863 Mongredien giocò un match contro Steinitz a Londra, perdendo molto nettamente (+0 =0 -7).
Scrisse numerosi libri, tra cui:
- Trees and Shrubs for English Plantations: a selection and description of the most ornamental trees and shrubs, native and foreign, which will flourish in the open air in our climate - with illustrations (1870)
- England's Foreign Policy; an enquiry as to whether we should continue a Policy of Intervention (1871)
- Free Trade and English Commerce (1880)
- Wealth Creation (1883)
- The Western Farmer of America (1886)
- The French Corn Laws (1888)
- Pleas for Protection Examined (1888)